# Sumitomo Corporation
Sumitomo Corporation (住友商事) — японская торговая компания. Входит в кэйрэцу Sumitomo. Является одной из сого сёся компаний. Компания занимает 231 место в Fortune Global 500 (2019 год).

## История
История собственно Sumitomo Corporation начинается в 1919 году с основания компании по управлению недвижимости Osaka Hokko Kaisha Ltd.
В 1944 году Osaka Hokko Kaisha Ltd. сливается с Sumitomo Building Co., Ltd. и получает название Sumitomo Building and Real Estate Co., Ltd.
В 1945 году объединённая компания приобретает свой современный профиль, а именно общую торговлю. Название вновь было изменено на Nihon Kensetsu Sangyo Kaisha, Ltd.
В 1949 году компания проходит процедуру листинга на Токийской, Осакской и Нагойской биржах. 
В 1952 году название компании снова меняется. Теперь она именуется как Sumitomo Shoji Kaisha Ltd.
В 1970 году происходит слияние с Sogo Boeki Co., Ltd.
В 1978 году компания получает своё современное название — Sumitomo Corporation.
В 1995 году была основана дочерняя компания Jupiter Telecommunications Co., Ltd., работающая на рынке кабельного телевидения. 
В 2008 и 2009 годах структура компании претерпела значительную реорганизацию.

## Компания сегодня

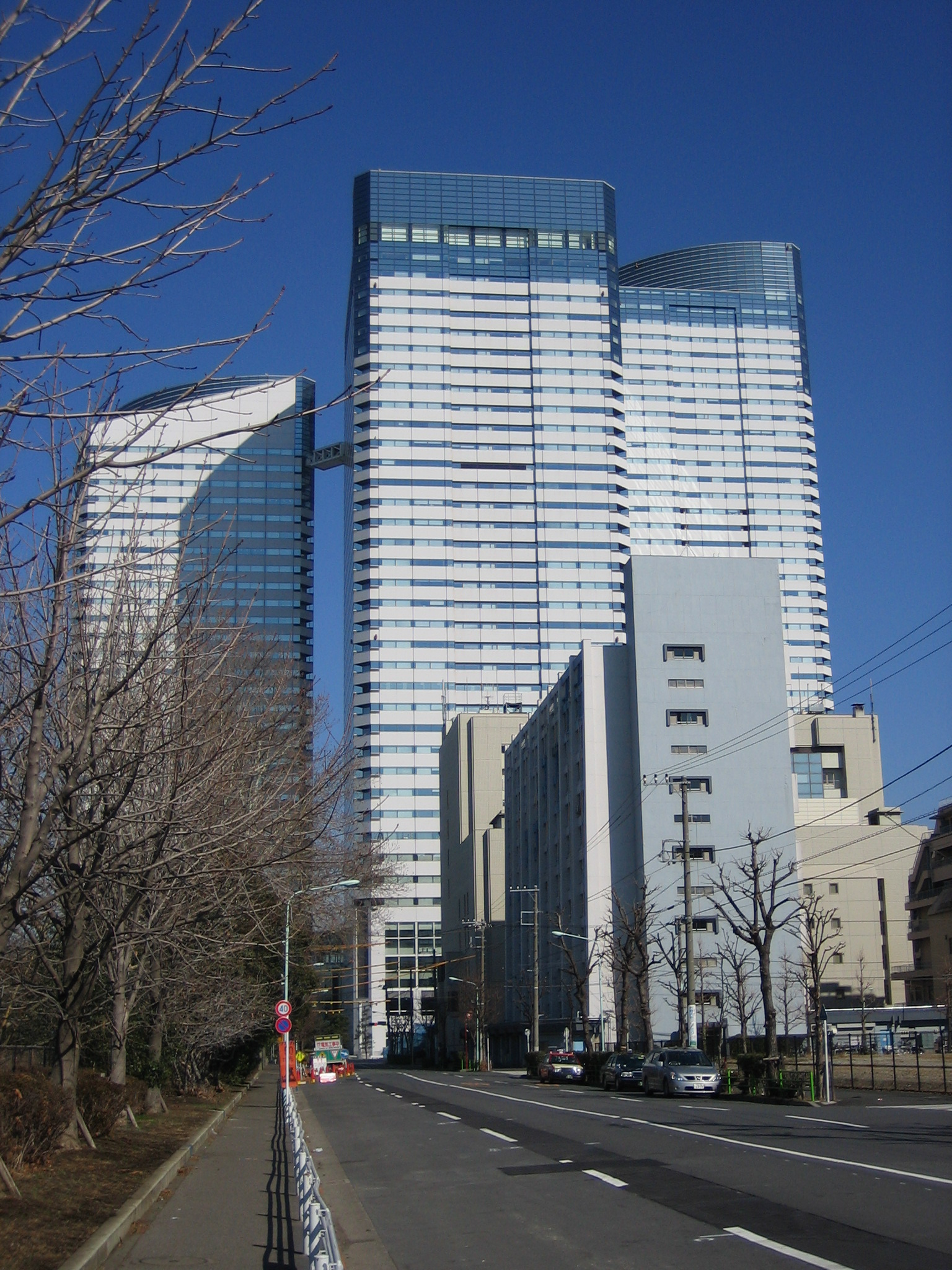
Штаб-квартира компании в Токио

Sumitomo Corporation является одной из крупнейших оптовых торговых компаний в Японии. Внутри страны компания ведёт свою деятельность через 26 представительств. Помимо Японии Sumitomo Corporation представлена ещё в 65 странах (120 представительств).
Помимо непосредственно экспорта и импорта продукции компания занимается разработкой продукции (совместно с производителями) и инвестициями в производство и торговлю. 
Например, компании наряду с Sumitomo Metal Mining Co. Ltd. принадлежит: 
- 15% участия в месторождении золота Pogo Mine на Аляске (США);
- 3% участия в месторождении меди Morenci Mine в Аризоне (США);
- 4% участия в медном месторождении Candelaria Mine в Чили;
- 4,2% участия в медном месторождения Cerro Verde Mine в Перу;
- 4% участия в месторождении Ojos del Salade Copper Mine в Чили;
- 18,2% участия в медном проекте Batu Hijau Mine в Индонезии;
- 6,7% участия в проекте Northparkes Mine в Австралии[3].

## Акционеры
К акционерам Sumitomo Corporation относятся следующие компании:
- Sumitomo Life Insurance
- Sumitomo Mitsui Banking Corporation
- The Bank of Tokyo-Mitsubishi UFJ
- The Sumitomo Trust and Banking Co., Ltd.
- Japan Trustee Services Bank
- Mitsui Sumitomo Insurance
- NEC Corporation
- The Mitsubishi Trust and Banking Corporation
- The Dai-ichi Mutual Life Insurance Company
- UFJ Trust Bank Limited